# Мисюрев, Александр Петрович
Александр Петрович Мисюрев (1902,  Мякишево (ныне Милославский район), Российская империя — 1966, Москва, Советский Союз) — заместитель народного комиссара внутренних дел БССР, генерал-майор.

## Биография
Родился в русской семье крестьянина. Получил начальное образование. Чернорабочий в типографии газеты «Русское слово» в Москве в 1915—1916, сотрудник типографии И. Д. Сытина; за грубость начальству уволен. Чернорабочий на постройке Мурманской железной дороги в 1916—1917. Ученик слесаря в депо Московско-Курской железной дороги в 1917—1918. Уполномоченный продотряда по изъятию хлебных излишков во время продразвёрстки в Володарском районе Рязанской губернии в 1919. Секретарь Полянского вололстного исполкома в Скопинском уезде в 1919—1921. Уполномоченный рудничного комитета по работе среди молодёжи на Побединских рудниках в 1921—1922. Ответственный секретарь Побединского районного комитета РКСМ в 1922—1924. В РКП(б) с 1925 (член РКСМ с 1920).
Рядовой 9-го пограничного отряда ОГПУ в 1924. Помощник начальника заставы этого же отряда по политической части в 1924—1926; организатор по работе ВЛКСМ в 1926—1927. В 1927–1929 курсант Высшей пограничной школы ОГПУ СССР. В 1929–1931 помощник уполномоченного 2-го отделения Главного управления пограничной охраны (ГУПО) и войск ОГПУ СССР. В 1931–1934 уполномоченный, оперуполномоченный 5-го отделения ГУПО и войск ОГПУ СССР. В 1934—1935 оперуполномоченный 5-го отделения Главного управления пограничной и внутренней охраны (ГУПВО) НКВД СССР. В 1935–1937 инспектор, старший инспектор Особой группы 1-го отдела ГУПВО НКВД СССР. В 1937—1939 старший помощник начальника 1-го отделения 1-го отдела, начальника 3-го отделения 1-го отдела, 5-го отделения 1-го отдела ГУПВО НКВД СССР. В 1939 старший оперуполномоченный 2-го отделения 5-го отдела ГУГБ НКВД СССР, начальник разведывательного отдела, заместитель начальника Управления погранвойск НКВД Белорусского военного округа, помощник начальника 1-го отделения разведотдела ГУПВ НКВД СССР, начальник 5-го отдела, заместитель начальника Управления погранвойск НКВД БССР. В 1939–1940 начальник УНКВД Барановичской области. В 1940–1941 начальник УНКВД Белостокской области. В 1941 заместитель наркома внутренних дел БССР. В 1941–1943 начальник Особого отдела НКВД Архангельского военного округа. В 1943–1946 помощник начальника ГУКР СМЕРШ НКО СССР. В 1946—1949 начальник УКР МГБ Приволжского военного округа. В 1949—1950 начальник УКР МГБ Киевского военного округа. В 1950—1952 начальник 1-го управления 3-го главного управления МГБ СССР. В 1952—1953 помощник начальник 3-го главного управления МГБ СССР, начальник 1-го отдела, заместитель начальника 3-го управления МВД СССР, начальник Особого отдела МВД СССР Группы советских оккупационных войск в Германии. В 1953–1954 начальник Особого отдела МВД СССР Северо-Кавказского военного округа. В 1954—1959 начальник Особого отдела КГБ СССР Северо-Кавказского военного округа.

### Звания
- капитан, 05.01.1936;
- майор, 20.04.1938;
- полковник, 22.05.1939;
- майор государственной безопасности, 16.10.1942;
- полковник государственной безопасности, 14.02.1943;
- генерал-майор, 26.05.1943.

### Награды
- орден Красного Знамени, 19.10.1938;
- орден Красной Звезды, 26.04.1940;
- знак «Заслуженный работник НКВД», 19.12.1942;
- орден Отечественной войны 1-й степени, 28.10.1943;
- орден Отечественной войны 2-й степени, 31.07.1944;
- орден Красного Знамени, 03.11.1944;
- орден Красной Звезды, 25.03.1945;
- орден Кутузова 2-й степени, 13.09.1945;
- орден Красного Знамени, 24.08.1949;
- знак «Почётный сотрудник госбезопасности», 23.12.1957;
- орден Ленина.